# Bursa rugosa
Bursa rugosa is een slakkensoort uit de familie van de Bursidae. De wetenschappelijke naam van de soort werd in 1835 voor het eerst geldig gepubliceerd door George Brettingham Sowerby II.